# Oederlin
Oederlin ist der Name zweier Schweizer Unternehmen, die aus einem ehemals bedeutenden Unternehmen der Armaturenherstellung hervorgegangen sind. Es zählte auf dem Höchststand seiner Entwicklung fast 1000 Mitarbeiter und gehörte in der Schweiz zu den bedeutendsten dieser Branche.
Die einstige Muttergesellschaft Oederlin AG mit Sitz in Baden (gegründet 1858) ist heute ein reines Immobilienunternehmen, welches das weitläufige Fabrikareal im benachbarten Obersiggenthal-Rieden unterhält und vermietet. Die Räumlichkeiten werden von mehreren Gewerbebetrieben genutzt. Darunter war auch die Oederlin Giesserei AG, die 1985 als letzter verbleibender Produktionszweig aus dem Konzern ausgelagert wurde und ihren Betrieb 2015 einstellte.

## Geschichte
Franz Joseph Oederlin (1792–1856) war als Tuchkaufmann und Eisenhändler tätig. Seine Söhne Karl Joseph (1825–1902) und Friedrich Traugott übernahmen das Geschäft und konzentrierten sich auf den Eisenwarenhandel. Sie beschlossen, die Waren selbst herzustellen und eröffneten 1858 eine Giesserei, die rasch expandierte. Sitz des Unternehmens war Baden, die Produktionsanlagen entstanden in Obersiggenthal-Rieden an der Gemeindegrenze zu Ennetbaden und nutzten die Wasserkraft der Limmat. Die Oederlins stellten Blech- und Messingwaren her, in den 1860er Jahren beschäftigten sie bereits 130 Arbeiter.
Eine Marktnische fand das Unternehmen mit der Herstellung von Wasserhahnen und Armaturen, ausserdem produzierte es Waggongarnituren und Rohre. Eine weltweit beachtete Pionierleistung war 1886 die Patentierung von Wasserhahnen mit Gummidichtung und auswechselbarem Ventilsitz. 1890 wurde die bisherige Kollektivgesellschaft in die Kommanditgesellschaft Edmund Oederlin & Cie. umgewandelt. Mit dem Bau des eigenen Kraftwerks Oederlin konnte die Produktion ab 1896 markant gesteigert werden. Kurz vor dem Ersten Weltkrieg zählte das Unternehmen mehr als 400 Arbeiter, 1918 folgte die Umwandlung in eine Aktiengesellschaft. Weitere Ausbauschritte waren der Elektronguss (1921), der Aluminiumguss (1933), der Guss von Chromnickelstahl (1934), der Schleuderguss (1954) und die Kunststoffverarbeitung (1955).
Im Jubiläumsjahr 1958 erreichte die Oederlin AG mit einer fast 1000-köpfigen Belegschaft ihren Höchststand. Die Produktpalette umfasste neben Armaturen auch Komponenten für Luftfahrt, Eisenbahn, Stromerzeugung, Heizungen und Sanitäranlagen. 1970 geriet die Armaturenindustrie in eine schwere Krise und es folgte ein lang anhaltender Konsolidierungs- und Schrumpfungsprozess. Nach und nach wurden die einzelnen Konzernunternehmen verkauft, bis schliesslich nur noch die ursprüngliche Giesserei als Produktionsbetrieb übrig blieb. Die Giesserei der Oederlin AG hat ihre Produktion per Ende 2015 eingestellt.